# Aristida antoniana
Aristida antoniana là một loài thực vật có hoa trong họ Hòa thảo. Loài này được Steud. ex Döll mô tả khoa học đầu tiên năm 1878.